# Aljaksej Sutschkou
Aljaksej Sutschkou (belarussisch Аляксей Вячаслававіч Сучкоў, russisch Алексей Вячеславович Сучков, Alexei Wjatscheslawowitsch Sutschkow; * 10. Juni 1981 in Lida) ist ein belarussischer ehemaliger Fußballspieler.

## Karriere

### Verein
Aljaksej Sutschkou begann seine Karriere im Jahr 1999 beim belarussischen Verein FK Njoman Hrodna. 2002 ging er in die Ukraine zu Karpaty Lwiw, wo er mit einer kurzen Unterbrechung bis 2007 spielte. Die Saison 2008/09 verbrachte der Mittelfeldspieler beim FK Charkiw. 2009 lief Sutschkou für den belarussischen Verein FK Schachzjor Salihorsk auf. 2010 wurde er von Schachtjor Qaraghandy aus Kasachstan unter Vertrag genommen.

### Nationalmannschaft
Aljaksej Sutschkou wurde 5-mal in der belarussischen Fußballnationalmannschaft eingesetzt.